# Hidrocistoma
 El hidrocistoma (también conocido como cistoadenoma, quiste de las glándulas de Moll, o quiste sudorífero) es un adenoma de las glándulas sudoríparas. : 787 

## Definición

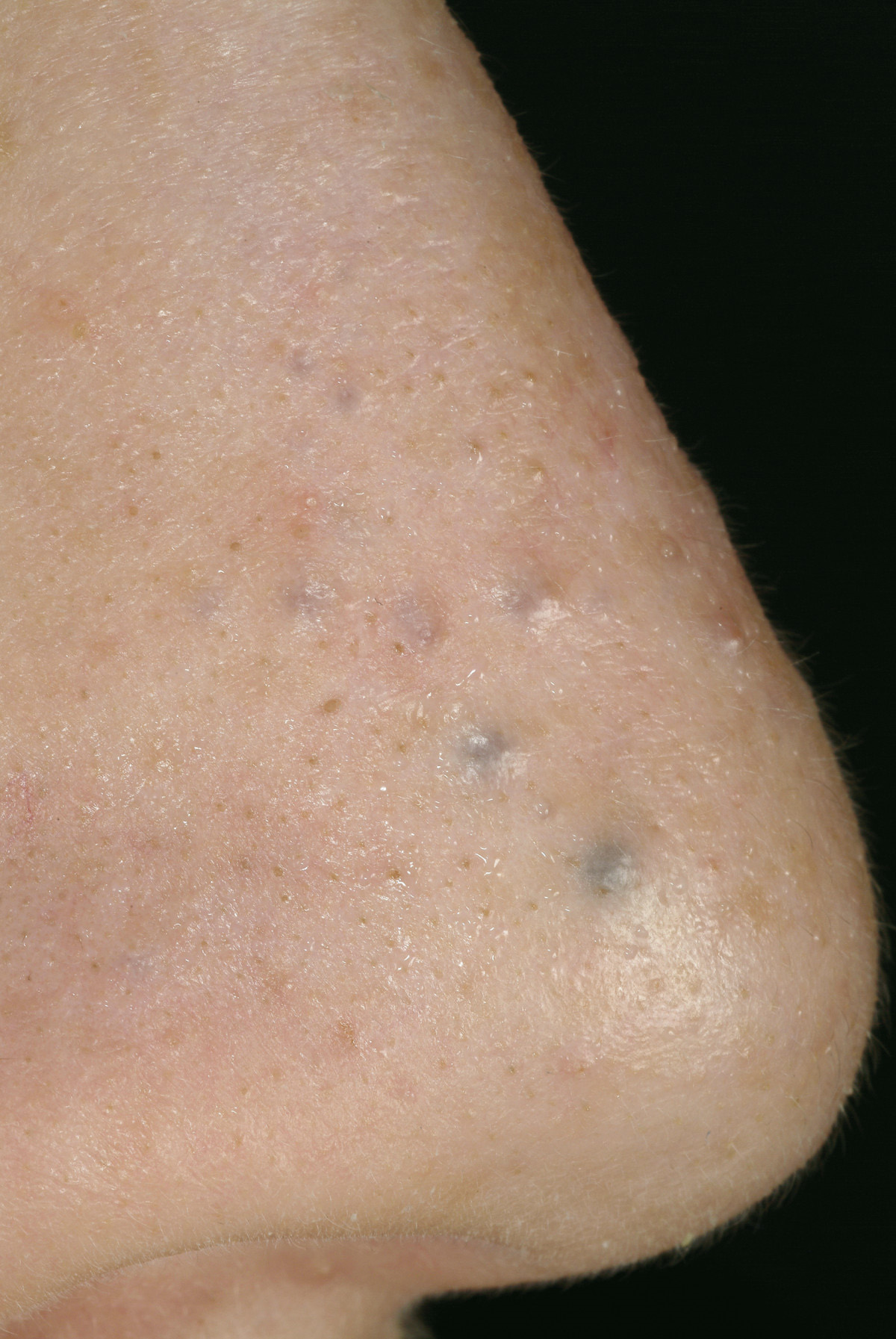
Hidrocistoma ecrino

Los hidrocistomas son quistes de los conductos del sudor, generalmente en los párpados. : 664  No son tumores. 
Hay tres tipos de glándulas sudoríparas: las glándulas sudoríparas verdaderas o ecrinas; glándulas sebáceas, que tienen una secreción grasa alrededor de los folículos pilosos; y glándulas apocrinas que tienen un producto más graso que las glándulas ecrinas y se encuentran en la cara, axila e ingle.
Generalmente surgen de las glándulas apocrinas. También se les llaman quistes de Moll o quistes sudoríferos. Puede haber un tipo de hidroadenoma que surge de las glándulas ecrinas, pero estos son poco comunes. 
Otras afecciones relacionadas con los párpados incluyen chalazión (una reacción granulomatosa a las glándulas sebáceas en el párpado), quistes del conducto lagrimal (relacionados con los conductos lagrimales) y quistes del conducto nasolagrimal (el drenaje del conducto nasolagrimal se rasga en la nariz a través de un punto en la parte inferior del párpado).

## Terapia
La extirpación de un hidrocistoma puede estar indicada por razones cosméticas o por quistes funcionalmente perjudiciales. Se han descrito diversas formas de tratamiento. Además de la escisión simple, se trata con cirugía de alta frecuencia, irradiación con láser infrarrojo (láser CO2 o láser de diodo de 1450 nanómetros) y ácido tricloroacético.